# バーナード・ルルー
- ベルナール・ルルー

バーナード・ルルー（Bernard Le Roux、1989年6月4日 - ）は、トップ14ラシン92に所属するラグビー選手。

## プロフィール
- 南アフリカ・ムーレーズバーグ出身。
- ポジションはロック(LO)、フランカー(FL)。
- 身長 196cm、体重 113kg
- フランス代表キャップは47（2021年4月現在）でワールドカップ2015・2019のフランス代表に選ばれた[1]。

## 略歴
ボーランド・カヴァリアーズ、ボーダー・ブルドッグスを経て、2009年、ラシン92に加入。 